# Trevor Moore
Trevor Paul Moore (Montclair, 4 aprile 1980 – Los Angeles, 7 agosto 2021) è stato un comico, attore e scrittore statunitense.
Era noto soprattutto per il ruolo nello show Whitest Kids U' Know. Altri importanti progetti di Moore includono The Trevor Moore Show, Uncle Morty's Dub Shack e Miss Marzo.

## Biografia
Moore nacque a Montclair, in New Jersey; i suoi genitori sono stati dei musicisti Christian rock. Moore, come i suoi futuri compagni al Whitest Kids U' Know Sam Brown e Zach Cregger, ha studiato alla School of Visual Arts di Manhattan. All'età di dieci anni, Trevor ha creato un fumetto per il giornalino scolastico. Moore ha dichiarato al Bonnie Hunt Show che il preside gli ha impedito di continuare la sua opera, perché ritenuta offensiva.
Nel 1996, ha realizzato uno show chiamato The Trevor Moore Show, trasmesso sulla Charlottesville Public Access TV, a Charlottesville. Con questo programma, ha iniziato a guadagnare popolarità nella comunità locale del college. Due anni dopo, gli è stata offerta l'opportunità di produrre altre puntate del suo show, per trasmetterle su WADA-TV, prima affiliata a PAX TV. La trasmissione è durata soltanto sedici episodi, prima che scenette come "I Wonder Who Died Today?" (una parodia del telegiornale locale) hanno costretto l'emittente alla cancellazione, per contenuti offensivi. Moore era infatti convinto che il suo programma sarebbe andato in onda di notte, mentre è stato proposto il sabato mattina.
Ha successivamente lavorato per la TV via cavo ImaginAsianTV, come produttore e scrittore dello show Uncle Morty's Dub Shack, dove ha collaborato con altri comici ed ha trasmesso spezzoni di vecchi film asiatici. Ha poi deciso di abbandonare questo lavoro.
Nel 2004, Moore e i suoi amici, chiamati The Whitest Kids U' Know, hanno trovato un ingaggio regolare in un bar della Lower East Side, chiamato Pianos. La troupe è stata poi invitata dalla Home Box Office (HBO) al Comedy Festival, dove ha vinto il premio della giuria per il miglior sketch di gruppo.
Moore e Zach Cregger hanno girato, nel 2009, il loro film Miss Marzo, da loro recitato, scritto e diretto. La pellicola è stata pubblicata negli Stati Uniti il 13 marzo 2009 ed è stato il loro primo lavoro cinematografico.
Moore ha dichiarato di essere molto diverso dai suoi genitori, in quanto un sostenitore del Partito Democratico, al contrario di loro.

## Morte
Il 7 agosto 2021, all'età di 41 anni, Moore è morto dopo essere stato coinvolto in un incidente nella sua residenza con conseguente trauma cranico da corpo contundente. TMZ ha riferito che Moore è caduto dal balcone al piano di sopra di casa sua e ha subito un trauma cranico fatale intorno alle 2:30 del mattino del 7 agosto. In seguito si è scoperto che l'alcol era un fattore e non c'erano altre droghe nel suo sistema in quel momento, secondo i rapporti tossicologici. Circa un mese prima dell'incidente, Moore aveva pubblicato su Twitter che, alla sua morte, desiderava essere indicato come "sexpot locale", a cui si faceva riferimento nel suo necrologio Vulture.

## Filmografia
- Marathon - Enigma a Manhattan, (Marathon), regia di Amir Naderi (2002)
- Miss Marzo (Miss March) (2009)
- Breaking In - serie TV, 7 episodi (2011)

### 2010

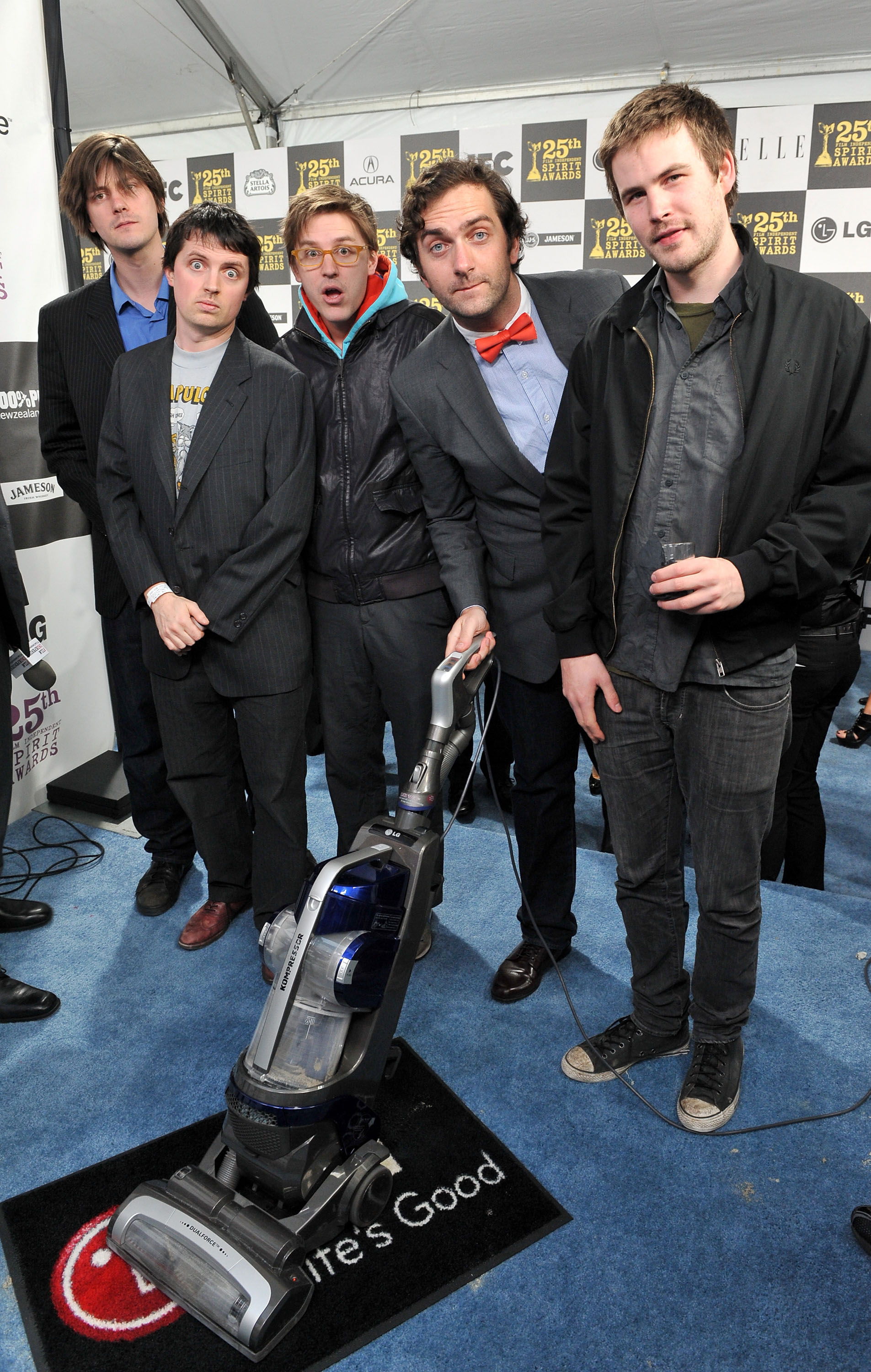
I bambini più bianchi che conosci a un evento nel 2010. Da sinistra a destra: Moore, Timmy Williams, Darren Trumeter, Sam Brown e Zach Cregger